# ردب بلعومي
الرَّدْب البُلعومي (بالإنجليزية: Pharyngeal recess)‏ هوَ رَّدب (بُنية تشريحية بشكل جوف) عميق يَقع خلف الفوهة البلعومية لقناة استاكيوس، ويُسمى أيضًا حفرة روزين مولر أو حفرة روزينمولر (بالإنجليزية: fossa of Rosenmuller)‏.

## الأهمية السريرية
يُوجد في أسفل الرَّدب البلعومي العقد اللمفية خلف البلعوم (عُقد روفييه)، وهيَ مُهمة سريريًا حيثُ قد تتضمن في بعض سرطانات الرأس والعنق، وخصوصًا سرطان البلعوم الأنفي.

## وصلات خارجية
- synd/2659 على قاموس من سمى هذا؟